# الإدارة المتكاملة للموارد المائية
الإدارة المتكاملة للموارد المائية

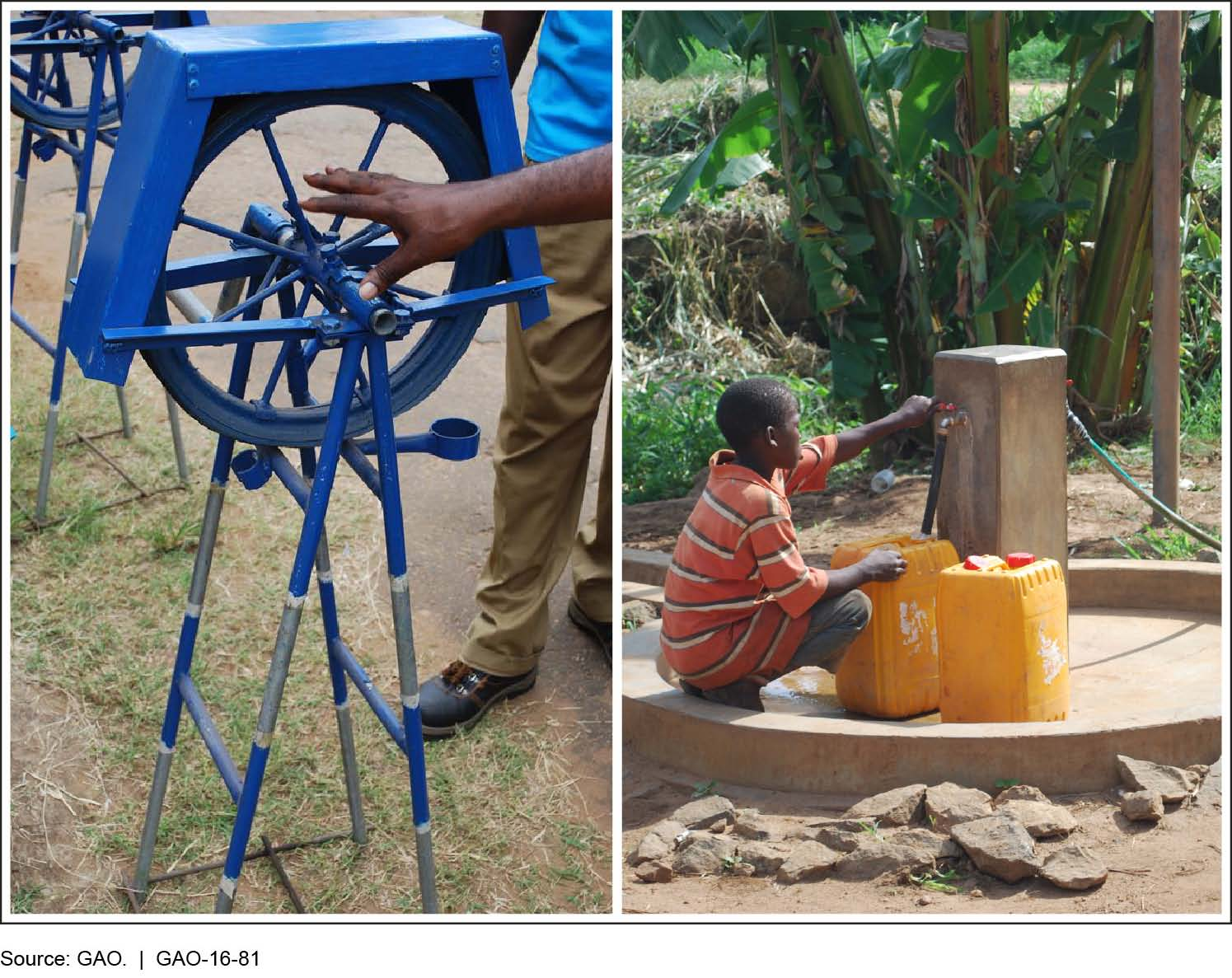
جهود لتحسين إمدادات المياه في المجتمعات الفقيرة

وقد تم تحديد الإدارة المتكاملة للموارد المائية من قبل الشراكة العالمية للمياه بوصفها "عملية تشجع على التنسيق والإدارة المنسقين للمياه والأراضي والموارد ذات الصلة، بغية تحقيق أقصى قدر ممكن من الرفاه الاقتصادي والاجتماعي الناجم على نحو عادل دون المساس باستدامة النظم الإيكولوجية الحيوية"
وقد أوصي بصفة خاصة بتطوير الإدارة المتكاملة للموارد المائية في البيان الختامي لوزراء المؤتمر الدولي المعني بالمياه والبيئة في عام 1992 (ما يسمى بمبادئ دبلن). ويهدف هذا المفهوم إلى تشجيع التغييرات في الممارسات التي تعتبر أساسية لتحسين إدارة الموارد المائية. وفي التعريف الحالي، تستند الإدارة المتكاملة للموارد المائية إلى ثلاثة مبادئ تعمل معا كإطار عام:
1-  المساواة الاجتماعية: ضمان المساواة في الوصول لجميع المستخدمين (ولا سيما الفئات المهمشة والفقيرة من المستخدمين) إلى كمية كافية من المياه ونوعيتها اللازمة للحفاظ على رفاه الإنسان.
2-  الكفاءة الاقتصادية: تحقيق أكبر قدر من الفائدة لأكبر عدد ممكن من المستخدمين مع الموارد المالية والمائية المتاحة.
3-  الاستدامة الإيكولوجية: تتطلب أن يتم الاعتراف بالنظم الإيكولوجية المائية كمستخدمين وأن يتم تخصيص ما يكفي للحفاظ على أدائها الطبيعي.
وتعتمد ممارسات الإدارة المتكاملة للموارد المائية على السياق؛ على المستوى التنفيذي، يتمثل التحدي في ترجمة المبادئ المتفق عليها إلى إجراءات ملموسة.

## التنفيذ
ومن الناحية التشغيلية، تشمل نهوج الإدارة المتكاملة للموارد املائية تطبيق المعرفة من مختلف التخصصات، فضال عن رؤى أصحاب المصلحة المتعددين لوضع حلول فعالة ومنصفة ومستدامة لمشاكل المياه والتنمية وتنفيذها. وعلى هذا النحو، فإن الإدارة المتكاملة للموارد المائية هي أداة شاملة للتخطيط والتنفيذ التشاركي لإدارة وتنمية الموارد المائية بطريقة توازن بين الاحتياجات الاجتماعية والاقتصادية، وتضمن حماية النظم الإيكولوجية للأجيال القادمة. إن استخدامات المياه العديدة المختلفة - من أجل الزراعة، والنظم الإيكولوجية الصحية، للناس وسبل العيش - تتطلب إجراءات منسقة. ومن ثم فإن نهج الإدارة المتكاملة للموارد المائية هو نهج شامل لعدة قطاعات يهدف إلى أن يكون عملية مفتوحة ومرنة، ويجمع جميع أصحاب المصلحة على الطاولة لوضع السياسات واتخاذ قرارات سليمة ومتوازنة استجابة للتحديات المحددة التي تواجه المياه.
ويركز نهج الإدارة المتكاملة للموارد المائية على ثلاثة أساسيات ويهدف إلى تجنب نهج مجزأ إدارة الموارد المائية من خلال النظر في الجوانب التالية:
1-البيئة التمكينية: إن وجود بيئة تمكينيه مناسبة أمر ضروري لضمان حقوق ومصالح جميع أصحاب المصلحة) الأفراد وكذلك مؤسسات وشركات القطاعين العام والخاص (، وكذلك لحماية الأصول العامة مثل القيم البيئية الجوهرية
2-أدوار المؤسسات: إن التطوير المؤسسي أمر بالغ الأهمية لصياغة وتنفيذ سياسات وبرامج الإدارة المتكاملة للموارد المائية. ويشكل عدم مطابقة المسؤوليات والسلطات والقدرات اللازمة للعمل جميع المصادر الرئيسية لصعوبة تنفيذ الإدارة المتكاملة للموارد المائية.
3-الأدوات الإدارية: الأدوات الإدارية للإدارة المتكاملة للموارد المائیة ھي الأدوات والأساليب التي تمکن ومساعدة صانعي القرار علی اتخاذ قرارات رشيدة ومستنیرة بین الإجراءات البدیلة.
بعض الشروط الشاملة التي تعتبر مهمة أيضا عند تطبيق اإلدارة المتكاملة للموارد المائية هي:
-       الإرادة السياسية والالتزام
-       تنمية القدرات
-       الاستثمار الكافي والاستقرار المالي والاسترداد المستدام للتكاليف
-       رصد وتقييم
وينبغي النظر إلى الإدارة المتكاملة للموارد المائية على أنها عملية بدلا من نهج الطلقة الواحدة  - وهو نهج طويل الأجل ومتكرر وليس خطيا في الطبيعة. وباعتبارها عملية تسعى إلى تحويل نظم تنمية المياه وإدارتها من أشكالها غير المستدامة حاليا، فإن الإدارة المتكاملة للموارد المائية ليس لها بدايات أو نهايات ثابتة.
وعلاوة على ذلك، لا يوجد نموذج إداري واحد صحيح. فإن الإدارة المتكاملة للموارد المائية تكمن  في اختيار وتعديل وتطبيق المزيج الصحيح من هذه الأدوات لحالة معينة.